# Opel Adam
L’Opel Adam est une citadine du constructeur automobile allemand Opel, commercialisée de 2013 à 2019.
Elle est présentée au Mondial de l'automobile de Paris 2012. Assemblée à Eisenach en Allemagne aux côtés de la Corsa, elle est également vendue sous la marque Vauxhall en Grande-Bretagne.
Elle tire son nom du fondateur de la marque Adam Opel.

## Motorisations
L'Adam était animée par des motorisations essence uniquement. Au catalogue, il y avait le choix entre un Twinport de 1.2L 70ch, 1.4L 87ch et 100ch ou un 1.0L EcoTec Turbo de 115ch. La version plus sportive appelée Adam S était équipée du 1.4L EcoTecH Turbo de 150ch.
Une variante OPC a aussi été planifiée mais ne verra jamais le jour, la version la plus sportive étant le modèle S, mue par 1,4L Turbo de 150ch.

## Finitions
- Unlimited

## Autres Variantes

### Adam Rocks
Afin d'augmenter le nombre d'exemplaires de la petite Adam, Opel lance une version cabriolet tout-terrain au Salon de Genève 2013 appelée Rocks.

### Adam S
Puis une version sportive, la S, apparaît en mai 2015.

## Galerie

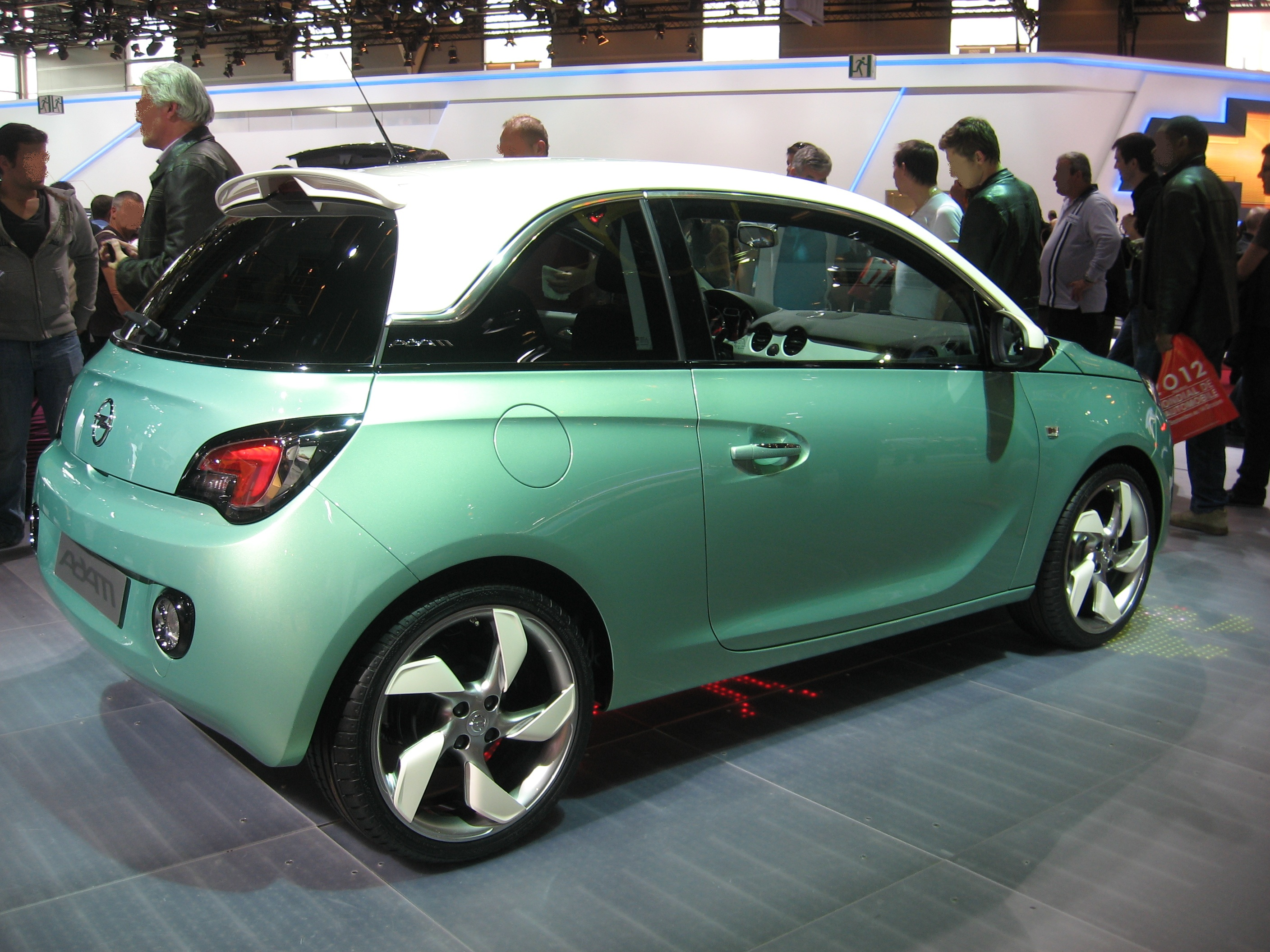
derrière
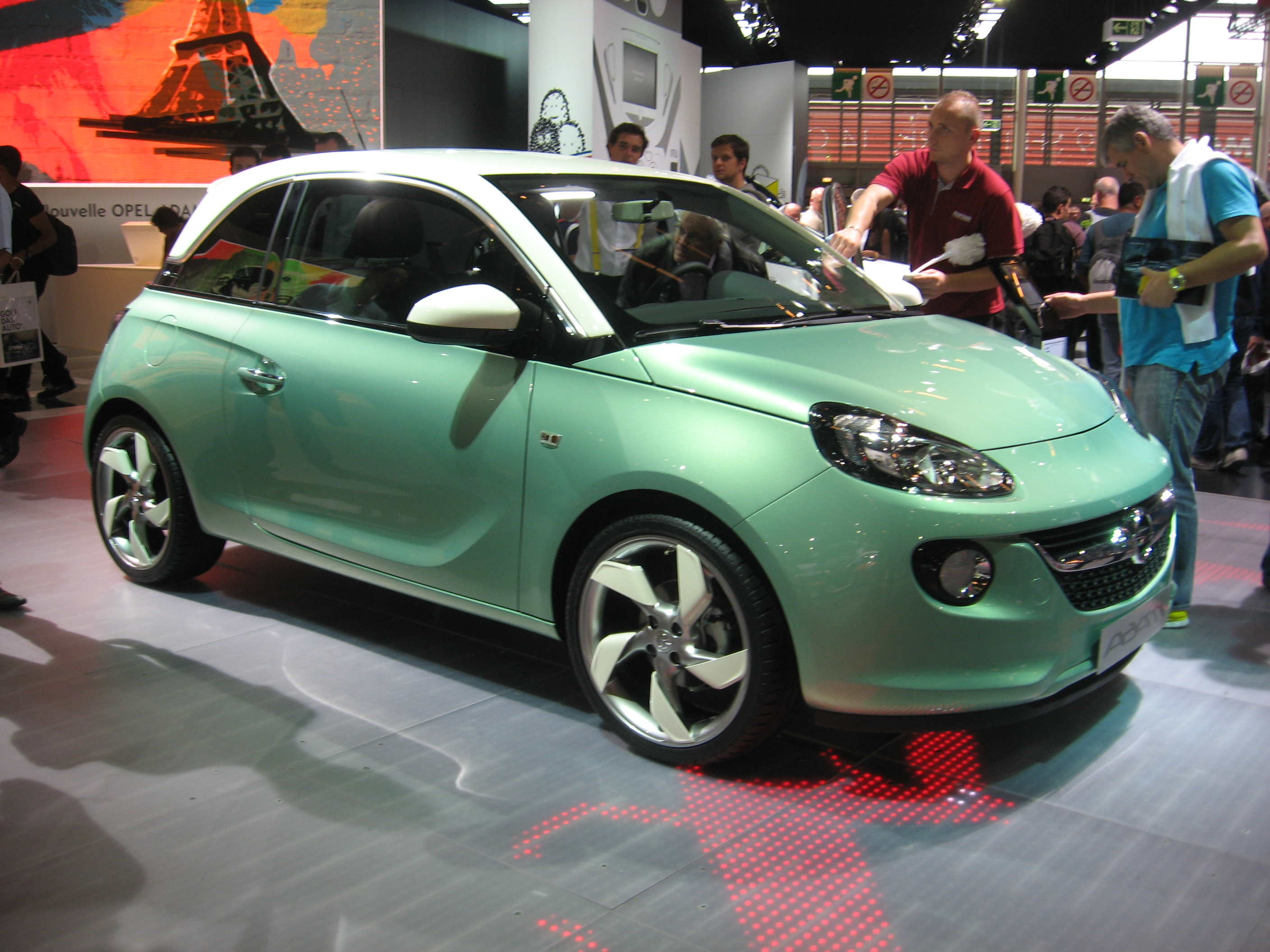
devant
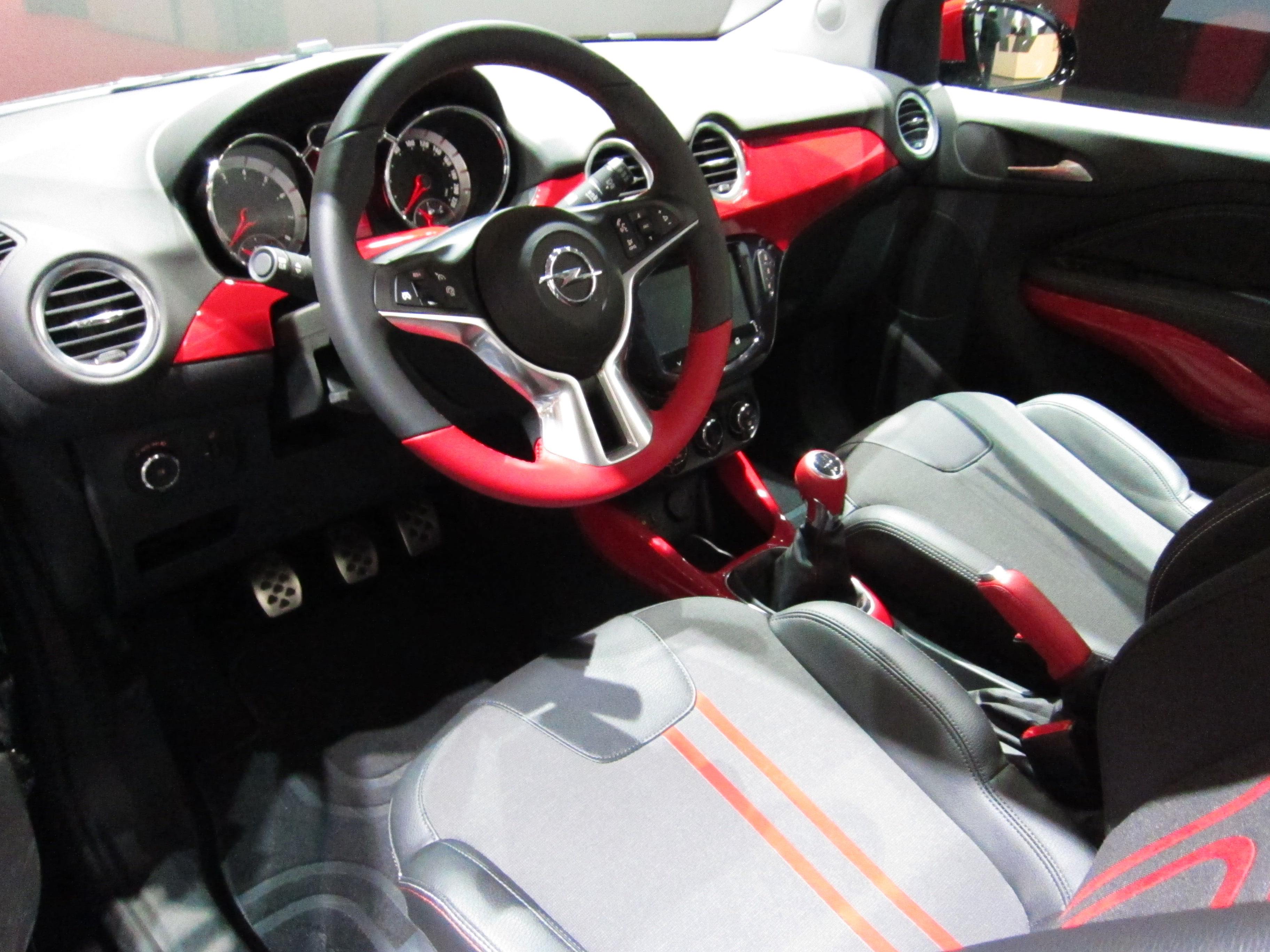
Intrieur

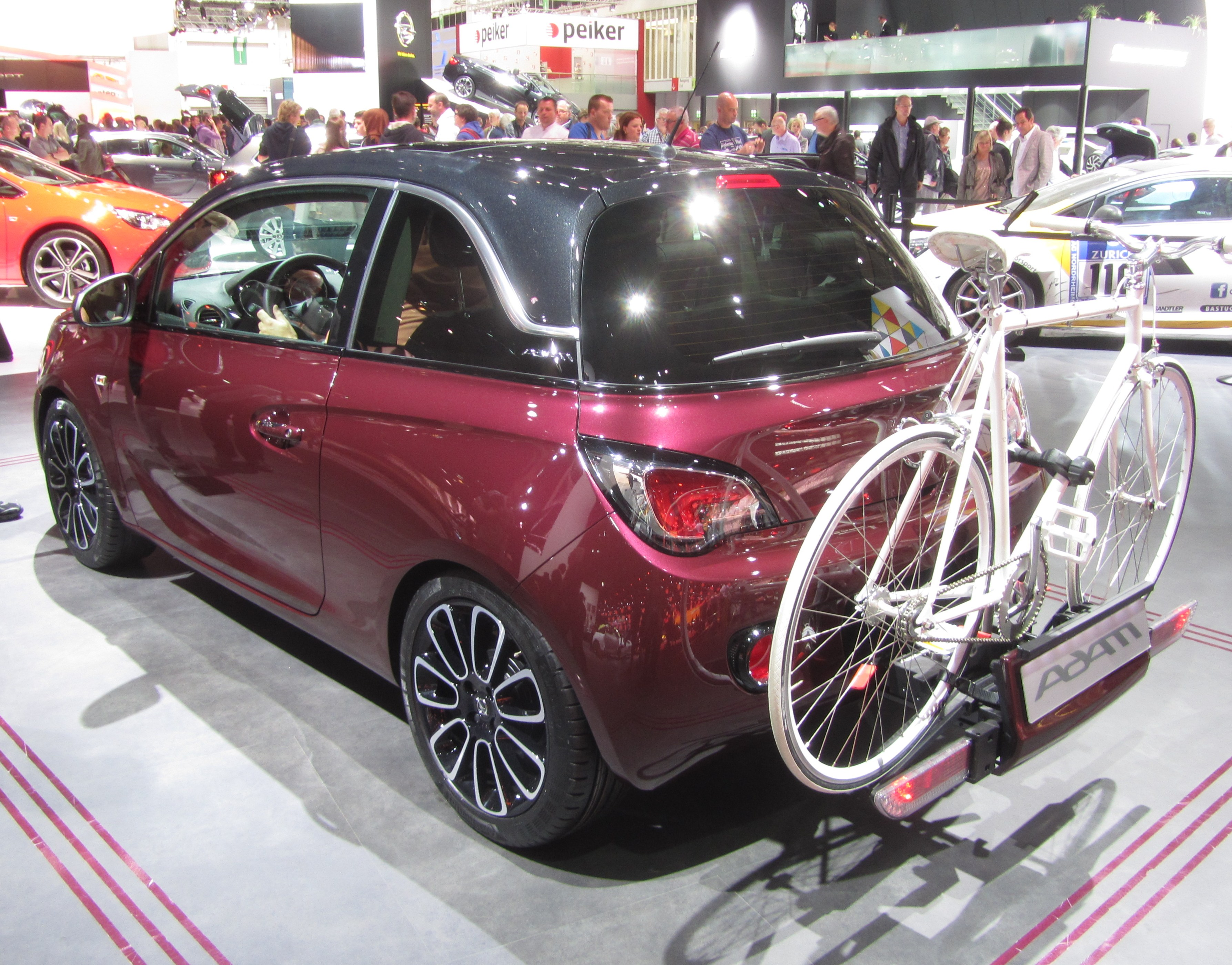
avec le Flexfix porteur pour bicyclettes
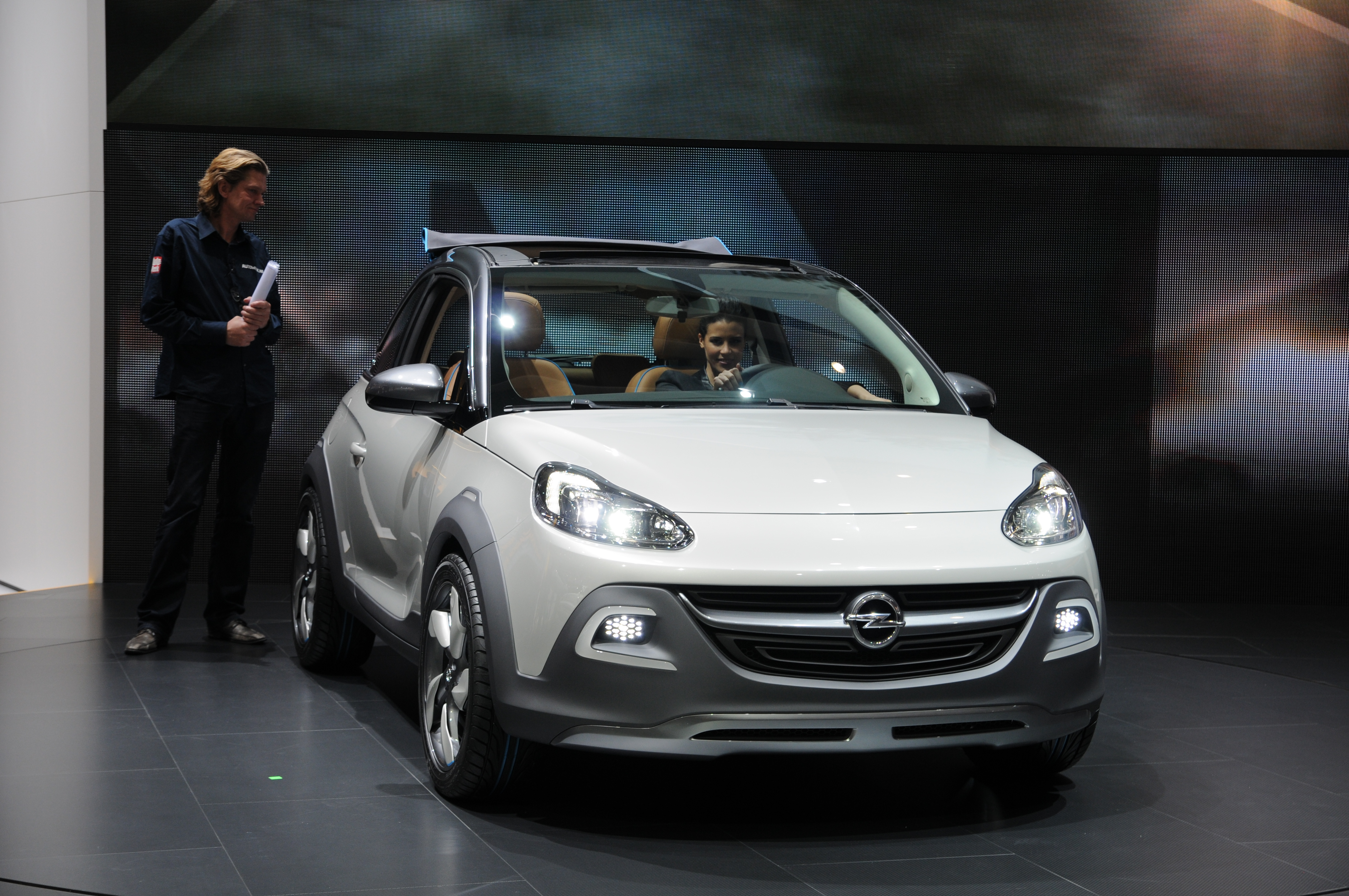
Opel Adam Rocks Concept
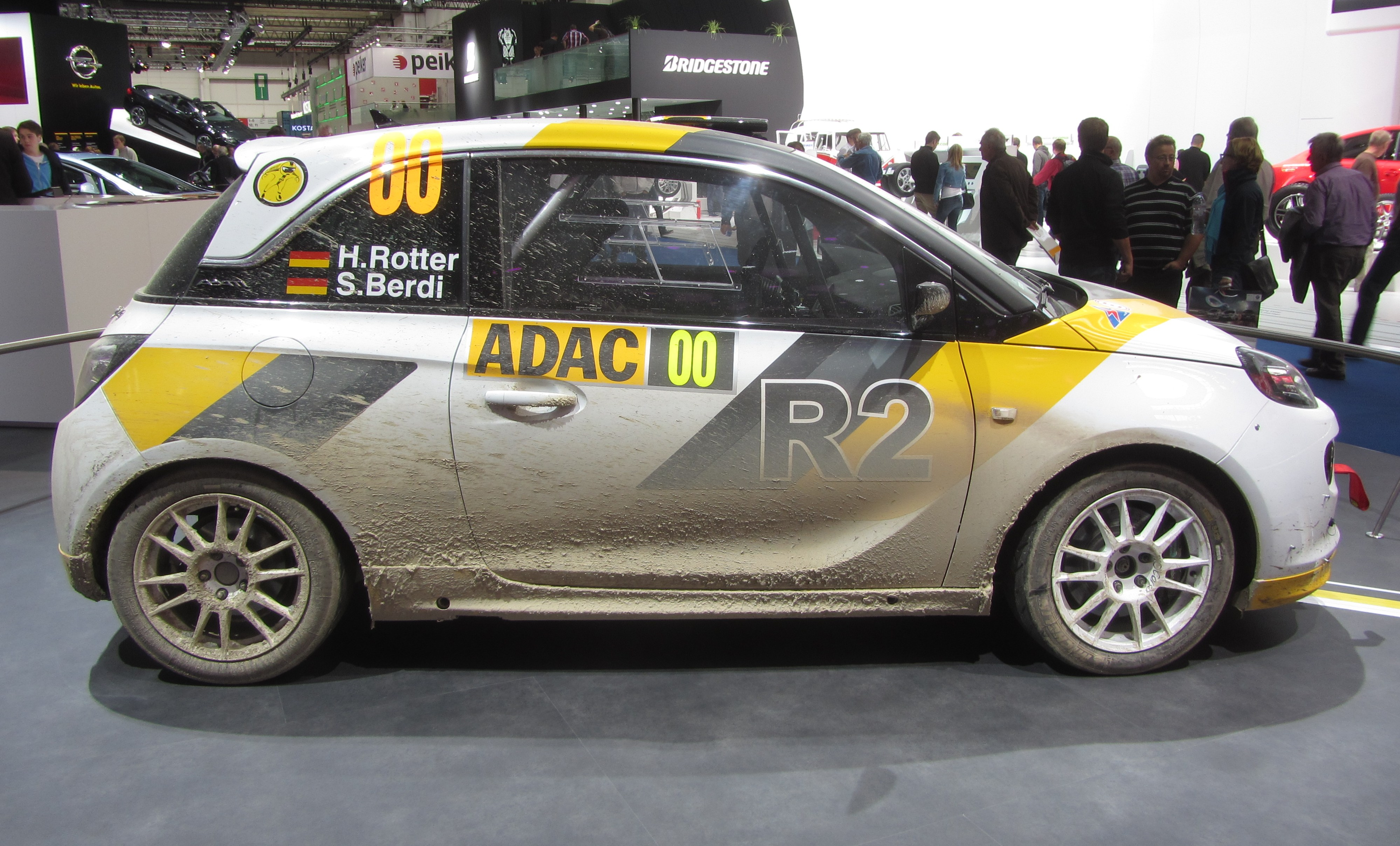
Opel Adam R2 pour le rallying selon FIA R2

## Récompenses
Le 29 janvier 2013, l'Opel Adam reçoit le prix du Plus bel intérieur de l'année à l'occasion de l'inauguration du Festival automobile international, à Paris, aux Invalides. Son habitacle a été préféré à celui des Mini Paceman, BMW Série 3 Touring et Mercedes Classe A.